# Тоннель Квишхети — Зваре
Тоннель Квишхети — Зваре — железнодорожный тоннель, соединяющий восточную и западную Грузию под Лихским (Сурамским) хребтом. Был построен в 2017 году в рамках реконструкции участка Хашури — Зестафони Грузинской железной дороги. Расположен к югу от старого Сурамского тоннеля.
Западный портал тоннеля расположен у села Зваре в Имеретии, восточный — в селе Квишхети (край Шида-Картли).
На момент окончания строительства стал самым длинным тоннелем в Грузии. Тем временем на 2025 год в стране продолжается строительство автомобильного тоннеля на Военно-грузинской дороге протяжённостью 9 км, который превзойдет по длине Тоннель Квишхети — Зваре.

## Строительство
В Грузии объявили о планах на обширное обновление инфраструктуры страны (аэропорты, морские порты, железнодорожная сеть и автомагистрали). По словам премьер-министра Грузии страна «является природным коридором между Европой и Центральной Азией, у нее много возможностей сыграть важную роль в области торговли и международных грузоперевозок». В контексте этих планов был проведён тендер на глубокую модернизацию железнодорожной магистрали Тбилиси — Махинджаури (450 км) для повышения пропускной способности и сокращения времени в пути на этом участке. Победителем на строительство стала компания из Китая. 12 августа 2011 года был подписан соответствующий договор с компанией «Китайская железная дорога Группа 23 бюро» (англ. China Railway 23rd Bureau Group). В рамках проекта было намечено строительство новых железнодорожных путей и тоннелей, в том числе железнодорожный тоннель под Лихским (Сурамским) хребтом длинной 8,33 км. Этот тоннель превзойдет Сурамский тоннель 1890 года постройки, расположенного примерно в 4 км севернее нового. После ввода в эксплуатацию модернизированного участка прогнозировалось сокращения времени в пути от Тбилиси в Батуми на час.
В 2017 году успешно завершились прокладка тоннеля и состоялась церемония открытия по этому случаю. Новый тоннель протяжённостью 8,33 км стал самым длинным тоннелем в Грузии.
По состоянию на май 2022 года движение через тоннель не запущено из-за неготовности прилегающих участков.